# انحناءة احترام

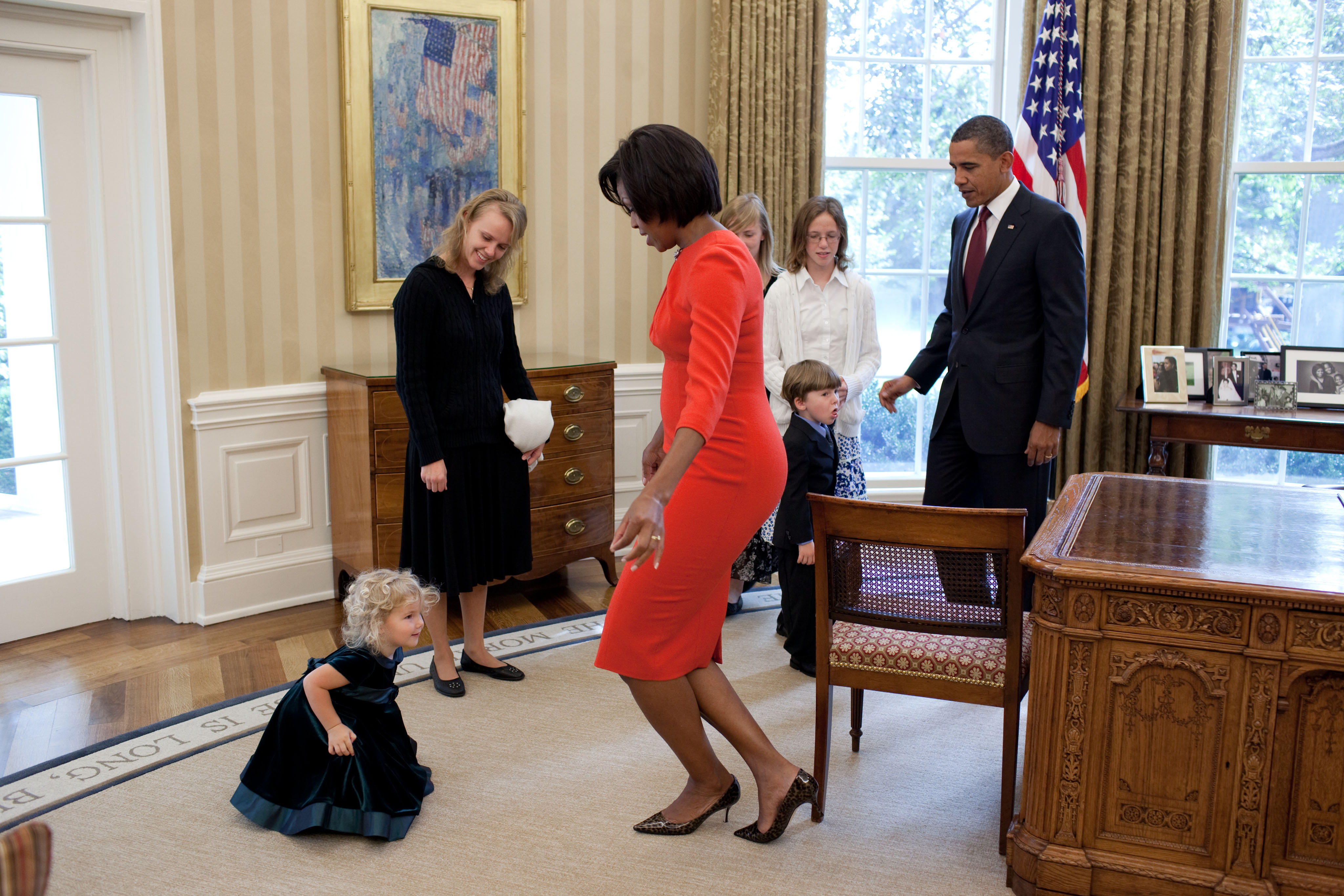
ميشيل أوباما تنحني - إحدى ساقيها متقدّمة على الأخرى وكلاهما مثنيتان. كعب الحذاء مرتفع في القدم الخلفية. الساق الخلفية تتقاطع مع الرجل الأمامية.

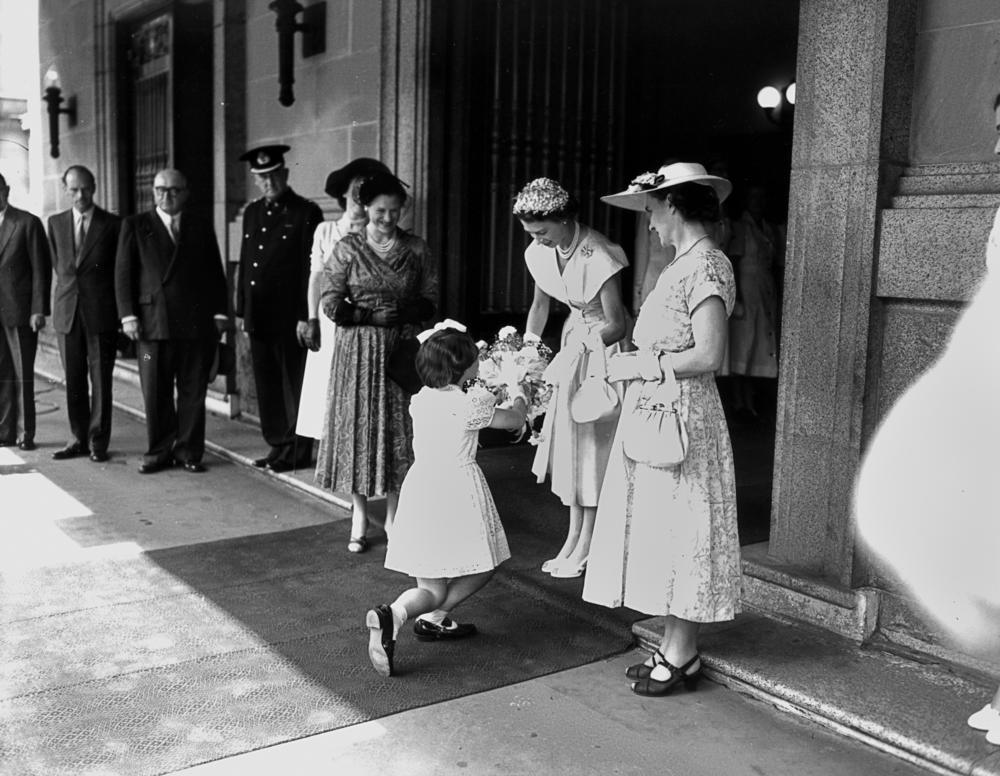
فتاة صغيرة تقدم الزهور للملكة إليزَبِث الثانية خارج قاعة مدينة بريسبان في مارس 1954.

انحناءة الاحترام حركة تقليدية نسائية ثنني فيها الفتاة أو المرأة ركبتيها أثناء ثني رأسها، وهو المعادل الأنثوي في الثقافة الغربية للانحناء من قبل الذكور. تقول جودِث مَرتن أن الانحناء مأخوذ"من انحناء الأدنى درجة أما الأعلى". 